# Father Brown
Father Brown is een fictief karakter uit de detectiveverhalen van de Engelse auteur Gilbert Keith Chesterton. Father Brown treedt op in 51 verhalen en twee raamvertellingen. De verhalen zijn gepubliceerd tussen 1910 en 1936; het overgrote deel ervan is gebundeld in vijf boeken. Het karakter gaat terug op een priester die werkelijk geleefd heeft, Father John O'Connor (1870–1952), een pastoor in Bradford. Onder zijn leiding trad Chesterton in 1922 toe tot de Rooms-Katholieke Kerk. In 1937, een jaar na de dood van Chesterton, publiceerde O'Connor zijn herinneringen aan zijn vriend onder de titel Father Brown on Chesterton.

## Het personage
Father Brown is een kleine, mollige rooms-katholieke priester, wiens standplaats in de verhalen nogal eens verschilt, met onelegante kleren en doorgaans een grote paraplu bij zich. Maar deze onopvallende man heeft een diep inzicht in de slechte kanten van de mens.
Hij verschijnt voor het eerst in het verhaal "The Blue Cross", gepubliceerd in september 1910 in het pulpblad The Story-Teller, dat voor een blad in zijn genre uitstekende schrijvers aantrok (behalve Chesterton bijvoorbeeld ook Rudyard Kipling, Katherine Mansfield en Herbert George Wells). In "The Blue Cross" duikt ook voor het eerst de meester-dief Hercule Flambeau op, hier verkleed als katholieke priester. Father Brown ontmaskert zijn ‘collega’, die al direct zijn wantrouwen heeft gewekt, maar pas als Flambeau zegt dat in andere werelden misschien een andere logica geldt, weet Father Brown zeker dat hij niet deugt, want: ‘Dat is slechte theologie.’ In latere verhalen is Flambeau op het rechte pad geraakt en werkt hij als detective. In zijn praktijk roept hij vaak de hulp in van Father Brown, die hem helpt een zaak tot een oplossing te brengen.
Het laatste verhaal is "The Mask of Midas", geschreven in 1936, het jaar van Chestertons dood, dat pas gepubliceerd is in 1991 als afzonderlijk boek.
Een bijzondere plaats tussen de verhalen neemt "The Donnington Affair" in. Het eerste deel van het verhaal verscheen in oktober 1914 in het tijdschrift The Premier. Het was geschreven door Sir Max Pemberton (1863-1950), een schrijver van avonturenromans en sciencefiction. Pemberton had met Chesterton de afspraak gemaakt dat deze het verhaal af zou maken. Chestertons vervolg verscheen in het novembernummer. Het verhaal werd herdrukt in de Chesterton Review (winter 1981, blz. 1–35) en in het boek Thirteen Detectives, een bundel detectiveverhalen van Chesterton, uitgegeven door Marie Smith, waarin "The Donnington Affair" het enige verhaal met Father Brown is (Xanadu Publications, Londen, 1989).
Anders dan zijn voorganger Sherlock Holmes, gaat Father Brown intuïtief in plaats van deductief te werk. In "The Secret of Father Brown" legt hij zijn methode uit: ‘You see, I had murdered them all myself... I had planned out each of the crimes very carefully. I had thought out exactly how a thing like that could be done, and in what style or state of mind a man could really do it. And when I was quite sure that I felt exactly like the murderer myself, of course I knew who he was.’ (‘Zie je, ik had ze zelf allemaal vermoord... Ik had elk van de misdaden uiterst zorgvuldig voorbereid. Ik had precies uitgedacht hoe zoiets kon worden gedaan en wat de gedachtewereld of gemoedstoestand moet zijn geweest van de man die het uitvoerde. En toen ik heel zeker wist dat ik me precies zo voelde als de moordenaar, wist ik uiteraard wie hij was.’)
Daarnaast is hij een scherp observator. In "The Green Man" wordt admiraal Sir Michael Craven dood uit een vijver gevist. Als Mr. Dyke, de juridisch adviseur van de familie, hoort dat de admiraal verdronken is, zegt hij: ‘Waar is hij gevonden?’ Father Brown weet meteen wie de moordenaar is. Iedereen behalve de moordenaar zou immers automatisch hebben aangenomen dat een admiraal op zee zou zijn omgekomen. Voor een priester is Father Brown opvallend rationeel. In verschillende verhalen, zoals "The Miracle of Moon Crescent", "The Oracle of the Dog", "The Blast of the Book" en "The Dagger With Wings", lijken de gebeurtenissen te wijzen op een bovennatuurlijke oorzaak, maar Father Brown weet steeds een volkomen rationele verklaring voor de gebeurtenissen te vinden.
Father Brown heeft bij zijn detectivewerk veel profijt van zijn ervaring als priester en biechtvader. In "The Blue Cross" antwoordt hij op een vraag van Flambeau waar hij zijn kennis van het criminele ambacht vandaan heeft: ‘Has it never struck you that a man who does next to nothing but hear men's real sins is not likely to be wholly unaware of human evil?’ (‘Is het nooit bij u opgekomen dat een man die weinig anders doet dan kennisnemen van menselijke zonden, hoogstwaarschijnlijk niet geheel onwetend is van het kwaad dat in mensen huist?’) Zijn professie is hem ook tot steun bij de omgang met misdadigers. In "The Hammer of God" weet hij de moordenaar ertoe te bewegen zichzelf aan te geven bij de politie.

## De verhalen

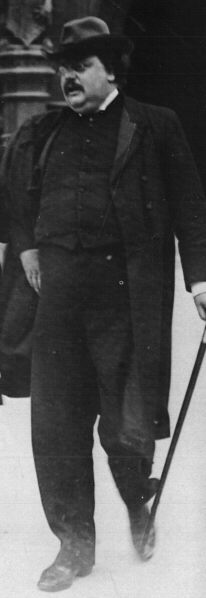
G.K. Chesterton in 1910

1. Bundel The Innocence of Father Brown (1911):
1. "The Blue Cross"
2. "The Secret Garden"
3. "The Queer Feet"
4. "The Flying Stars"
5. "The Invisible Man"
6. "The Honour of Israel Gow" (oorspronkelijk gepubliceerd als "The Strange Justice")
7. "The Wrong Shape"
8. "The Sins of Prince Saradine"
9. "The Hammer of God"
10. "The Eye of Apollo"
11. "The Sign of the Broken Sword"
12. "The Three Tools of Death"

2. Bundel The Wisdom of Father Brown (1914):
1. "The Absence of Mr Glass"
2. "The Paradise of Thieves"
3. "The Duel of Dr Hirsch"
4. "The Man in the Passage"
5. "The Mistake of the Machine"
6. "The Head of Caesar"
7. "The Purple Wig"
8. "The Perishing of the Pendragons"
9. "The God of the Gongs"
10. '"The Salad of Colonel Cray"
11. "The Strange Crime of John Boulnois"
12. "The Fairy Tale of Father Brown"

3. Bundel The Incredulity of Father Brown (1926):
1. "The Resurrection of Father Brown"
2. "The Arrow of Heaven"
3. "The Oracle of the Dog"
4. "The Miracle of Moon Crescent"
5. "The Curse of the Golden Cross"
6. "The Dagger with Wings"
7. "The Doom of the Darnaways"
8. "The Ghost of Gideon Wise"

4. Bundel The Secret of Father Brown (1927):
"The Secret of Father Brown" (raamvertelling)
1. "The Mirror of the Magistrate"
2. "The Man With Two Beards"
3. "The Song of the Flying Fish"
4. "The Actor and the Alibi"
5. "The Vanishing of Vaudrey"
6. "The Worst Crime in the World"
7. "The Red Moon of Meru"
8. "The Chief Mourner of Marne"

"The Secret of Flambeau" (raamvertelling)
5. Bundel The Scandal of Father Brown (1935):
1. "The Scandal of Father Brown"
2. "The Quick One"
3. "The Blast of the Book"
4. "The Green Man"
5. "The Pursuit of Mr Blue"
6. "The Crime of the Communist"
7. "The Point of a Pin"
8. "The Insoluble Problem"

6. Drie ongebundelde verhalen:
"The Donnington Affair" (gepubliceerd in The Premier, november 1914)
"The Vampire of the Village" (postuum gepubliceerd in The Strand Magazine, augustus 1936, opgenomen in latere drukken van The Scandal of Father Brown)
"The Mask of Midas" (geschreven in 1936, pas gepubliceerd als afzonderlijk boek bij Classica Forlag, Kongsberg, Noorwegen in 1991)
De meeste verhalen in de bundels zijn eerder gepubliceerd in tijdschriften als The Story-Teller, The Saturday Evening Post en The Pall Mall Magazine.

## De invloed van Father Brown
- "The Blue Cross" werd in 1934 verfilmd onder de naam Father Brown, Detective. Walter Connolly speelde de hoofdrol.
- In 1945 werd in de Verenigde Staten de hoorspelserie The Adventures of Father Brown uitgezonden.
- "The Blue Cross" werd in 1954 opnieuw verfilmd onder de titel Father Brown (in de VS uitgebracht als The Detective). Alec Guinness speelde Father Brown.
- In 1960 maakte de Oostenrijkse regisseur Helmut Ashley de film Das schwarze Schaf (‘Het zwarte schaap’), gebaseerd op de verhalen over Father Brown. Heinz Rühmann speelde de hoofdrol. In 1962 volgde een tweede Father Brown-film, Er kann’s nicht lassen (‘Hij kan het niet laten’), deze maal van de hand van de Duitse regisseur Axel von Ambesser, maar weer met Rühmann in de hoofdrol.
- In de jaren 1970-1971 zond de Italiaanse televisie de serie I racconti di padre Brown (‘De verhalen van Father Brown’) uit. Elke aflevering was gebaseerd op een Father Brown-verhaal. Renato Rascel speelde de hoofdrol.
- In 1974 werd in zowel het Verenigd Koninkrijk als de Verenigde Staten een televisieserie Father Brown uitgezonden. Elke aflevering was gebaseerd op een Father Brown-verhaal. Kenneth More speelde de titelrol.
- BBC Radio 4 zond tussen 1984 en 1986 een reeks hoorspelen uit, gebaseerd op de Father Brown-verhalen. Andrew Sachs sprak de rol van Father Brown in.
- Tussen 2003 en 2014 zonden de Duitse zender Das Erste en de Oostenrijkse zender ORF 2 een televisieserie Pfarrer Braun uit, geïnspireerd door de Father Brown-verhalen. De titelrol werd gespeeld door Ottfried Fischer.
- Sinds januari 2013 zendt BBC One regelmatig afleveringen uit van de televisieserie Father Brown, met Mark Williams in de titelrol. De afleveringen zijn voor een deel gebaseerd op originele Father Brown-verhalen, maar meestal speciaal voor de serie geschreven. De handeling is verplaatst naar de Cotswolds in de vroege jaren vijftig. De serie wordt in Nederland uitgezonden door de KRO.

## Edities
- In de delen 12 en 13 van The Collected Works of G. K. Chesterton (Ignatius Press, San Francisco, 2005 en 2006) zijn alle verhalen opgenomen, inclusief de drie ongebundelde.
- The Complete Father Brown Stories, voor het eerst gepubliceerd door Cassell & Company, Londen, 1935 en later herdrukt door o.a. Wordsworth Editions en Penguin Books. In deze bundel zijn de drie ongebundelde verhalen niet opgenomen.
- Father Brown Omnibus, Dodd Mead & Co., New York, 1951. Inclusief "The Vampire of the Village", exclusief "The Donnington Affair" en "The Mask of Midas".
- De eerste Nederlandse uitgave, Avonturen van Father Brown, vertaald door W. Nieuwenhuis, bevatte een selectie uit de eerste en tweede bundel (v/h Paul Brand, 1917). In 1951 volgde een ruimere keuze in twee delen. Van de vijf bundels zijn tussen 1958 en 1961 vertalingen verschenen bij Uitgeverij Het Spectrum (Prisma-reeks), gemaakt door diverse vertalers onder leiding van Godfried Bomans: Father Brown houdt zich van den domme (1958), De wijsheid van Father Brown (1960), Father Brown laat zich niet foppen (1961), Het geheim van Father Brown (1961) en De blamage van Father Brown (1961). De eerste volledige uitgave in één deel verscheen in 1983 bij Het Spectrum onder de titel Father Brown Omnibus.
- Father Brown Selected Stories, Oxford World’s Classics, Oxford, 1955 is een selectie van 18 Father Brown-verhalen.